# Karlovška cesta, Ljubljana
Karlovška cesta je ena izmed cest v Ljubljani; poimenovana je po nekdanjem ljubljanskem Karlovškem predmestju (Karlstädter Vorstadt) ob jugovzhodnem vznožju Grajskega griča, po drugih virih pa po Karlovcu, ki leži v smeri, kamor vodi.

## Zgodovina
Cesta je prvič omenjena v popisu ulic, cest in trgov iz leta 1848 kot Karlstädter-Strasse.

## Urbanizem
Cesta poteka kot nadaljevanje Zoisove ceste od križišča s Šentjakobskim mostom in z Grudnovim nabrežjem ter se konča na križiščem s Hradeckega in Dolenjsko cesto na  Karlovškem mostu.
Na cesto se (od zahoda proti vzhodu) povezujejo: Levstikov trg (sever), Zvonarska ulica (jug), Predor pod gradom (sever), Janežičeva (jug), Roška (sever), Privoz (jug), Za gradom (sever), Grubarjevo nabrežje (jug) in Ižanska (sever, jug).

## Javni potniški promet
Po Karlovški cesti potekajo trase mestnih avtobusnih linij št. 2, 3, 3B, N3, N3B, 11, 11B, 19B, 19I, 27 in integrirana linija 3G. 
Na vsej cesti sta dve postajališči mestnega potniškega prometa.

### Postajališči MPP
| postajališče      | št. linije                                   |
| ----------------- | -------------------------------------------- |
| 602102 Gornji trg | 2, 3, 3B, N3, N3B, 3G, 11, 11B, 19B, 19I, 27 |
| 602112 Privoz     | 3, 3B, N3, N3B, 11, 11B, 19B, 19I, 27        |

| postajališče      | št. linije                                   |
| ----------------- | -------------------------------------------- |
| 602111 Privoz     | 3, 3B, N3, N3B, 11, 11B, 19B, 19I, 27        |
| 602101 Gornji trg | 2, 3, 3B, N3, N3B, 3G, 11, 11B, 19B, 19I, 27 |